# Skautské muzeum Václava Rubeše v Ružomberku
Skautské muzeum Václava Rubeše v Ružomberku (slovensky Skautské múzeum Václava Rubeša v Ružomberku) je jediné skautské muzeum na Slovensku, bylo založeno 22. února 1997 a od roku 2003 nese současný název – pojmenování po původem českém skautovi Václavu Rubešovi – Akélovi (1930–2012).